# 八坂神社 (東村山市)
八坂神社（やさかじんじゃ）は、東京都東村山市栄町三丁目にある神社。東村山八坂神社とも称される。

## 概要
創建年代については、1662年（寛文2年）の火災などにより記録が失われたため不詳である。鎌倉時代中期の正福寺建立の際、または1407年（応永14年）の同寺国宝である地蔵堂建立の際、寺院の守護神として牛頭天王が奉斎され、のちに当地に社殿を建立されたと思われる。1869年（明治2年）に旧社号の武蔵野牛頭天王社より改められ、近代社格制度においては多摩郡野口村（町村制以降は北多摩郡東村山村大字野口）の村社とされた。1989年（平成元年）に府中街道の拡幅に伴い社殿を新たに造営した。

## 例大祭
毎年7月第2土曜日に宵宮が、翌日曜日に本祭が行われる。別当寺であったとされる正福寺に隣接する八坂神社と当社との間で市内を往復10kmにわたり練り歩く。

## 文化財
東村山市有形民俗文化財
- 八坂神社の大獅子頭 - 1991年（平成3年）7月24日指定[6]

## 境内社
- 三嶋神社（祭神 事代主命 大山祇命）[2]
- 三峯神社（祭神 伊弉諾尊 伊弉冉尊）[2]
- 御嶽神社（祭神 櫛真智命）[2]
- 蚕影神社（祭神 和久産巣日神）[2]

　境内社例祭日 10月15日

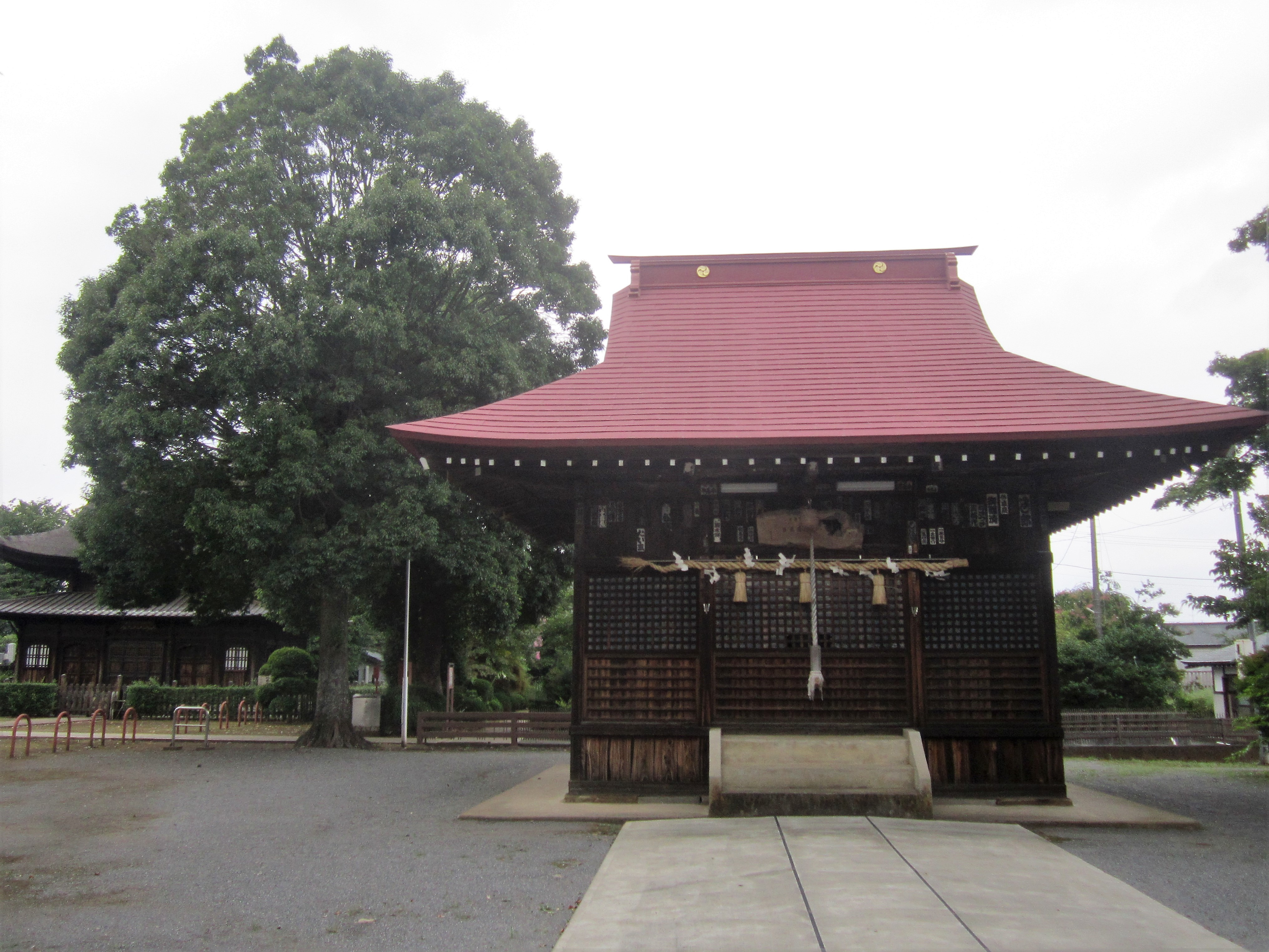
正福寺八坂神社

- 正福寺八坂神社 - 野口町4丁目の正福寺横にある。例大祭での神輿は宵宮ではここより出発し、本祭ではこちらに宮入する。
- そのほか、市内および近隣で当社が兼務している神職不在の神社がある。

## 交通
- 西武多摩湖線八坂駅 北へ徒歩5分
- 西武新宿線久米川駅 西へ徒歩5分
- 西武バス立川駅北口 - 久米川駅路線 久米川団地入口下車北へ徒歩2分

## 関連文献
- 「野口村 天王社」『新編武蔵風土記稿』 巻ノ121多磨郡ノ33、内務省地理局、1884年6月。NDLJP:763994/92。